# Doris Bischof-Köhler
Doris Bischof-Köhler (* 19. August 1936 in Speyer) ist eine deutsche Psychologin und Sozialwissenschaftlerin. Ihre Schwerpunkte liegen in der Genderforschung und der Entwicklungspsychologie.

## Leben und Wirken
Nach ihrem Abitur 1955 in Neustadt an der Weinstraße studierte Köhler Psychologie an den Universitäten Tübingen und München und erhielt 1960 ihr Diplom.
In den folgenden Jahrzehnten arbeitete sie in verschiedenen Forschungseinrichtungen, unter anderem am Max-Planck-Institut für Verhaltensphysiologie in Seewiesen und in der Stiftung für Humanwissenschaftliche Grundlagenforschung in Zürich. Von 1983 bis 1986 ließ sie sich zur Therapeutin in systemischer Ehe- und Familientherapie am Institut für Ehe und Familie in Zürich ausbilden.
Von 1983 bis 1997 war sie als Lehrbeauftragte für den gesamten Bereich der Entwicklungspsychologie am Institut für Psychologie der Universität Zürich tätig, 1988 folgte die Promotion zum Doktor der Sozialwissenschaften an der Universität Konstanz. In der Folgezeit war sie an verschiedenen Hochschulen als Dozentin tätig. 2005 wurde sie zum apl. Prof. für Psychologie an der Universität München ernannt.
Doris Bischof-Köhler hat drei Töchter (geboren 1961, 1963, 1964) mit ihrem Mann, dem Psychologen Norbert Bischof, mit dem sie seit dem Ende ihres Studiums verheiratet ist.

## Forschung
Doris Bischof-Köhler führte verschiedene Forschungen und Experimente zur Entwicklung im frühen Kindesalter durch. So untersuchte sie in den 1990er Jahren, wie Kleinkinder ihre eigene Person wahrnehmen und wie sich diese Vorstellung in den ersten drei Jahren nach der Geburt ändert (Kognitive Spiegeluntersuchung). Ab dem vierten Lebensjahr erkennen Kinder den subjektiven Charakter eigener und fremder Bewusstseinsinhalte (Theory of Mind) und im Zuge dessen bildet sich auch die Geschlechtszugehörigkeit aus. Weiterhin nimmt Bischof-Köhler an, dass sich dabei auch die Wahrnehmung der eigenen Familiensituation ändert. So geht sie davon aus, dass Kinder von ca. fünf Jahren erkennen, dass die Eltern nicht nur nach den Bedürfnissen des Kindes, sondern auch aus Eigenmotivation heraus handeln. Sie entwickelte den Zwei-Berge-Versuch, um genauer zu untersuchen, inwieweit Kleinkinder diese Erkenntnis wahrnehmen und von ihnen als Belastung angesehen wird.
Außerdem forscht sie seit Jahrzehnten im Bereich der Geschlechtsausbildung und -unterschiede. Sie untersuchte, welche evolutionsbedingten bzw. angeborenen Geschlechtsunterschiede es gibt und welche gesellschaftlich konstruiert sind.

## Ehrungen
- 1989 Förderpreis der Stiftung Wissenschaft und Gesellschaft an der Universität Konstanz
- 2003 Deutscher Psychologie-Preis (gemeinsam mit Norbert Bischof)

## Veröffentlichungen (Auswahl)
- Spiegelbild und Empathie. Die Anfänge der sozialen Kognition. Huber, Bern 1989; Nachdruck 1993, ISBN 3456817959.
- Kinder auf Zeitreise. Theory of Mind, Zeitverständnis und Handlungsorganisation. Huber, Bern 2000, ISBN 3456834195.
- Soziale Entwicklung in Kindheit und Jugend. Bindung, Empathie, Theory of Mind. Kohlhammer, 2011, ISBN 978-3-17-021553-5.
- Von Natur aus anders. Die Psychologie der Geschlechtsunterschiede. Kohlhammer, 2011, ISBN 3170216252
- Mit Norbert Bischof: Self-Recogintion, Empathy and Concern for Others in Toddlers. In: N. Roughley, T. Schramme (Hrsg.): Forms of Fellow Feelings. (78–106), 2018.